# Esther San Miguel
Esther San Miguel Busto (* 5. März 1975 in Burgos) ist eine ehemalige spanische Judoka. Sie gewann Bronze bei den Weltmeisterschaften 2003, war 1998 und 2009 Europameisterin und gewann dazwischen vier Bronzemedaillen bei Europameisterschaften.

## Sportliche Karriere
Die 1,74 m große Esther San Miguel kämpfte im Halbschwergewicht. In den Jahren 1996, 1999, 2001, 2003, 2005 und 2006 war sie jeweils spanische Meisterin. Des Weiteren war sie einmal Zweite und fünfmal Dritte bei den spanischen Meisterschaften.
1992 und 1993 war sie Dritte der Junioreneuropameisterschaften. Der internationale Durchbruch in der Erwachsenenklasse gelang ihr 1998 bei den Europameisterschaften in Oviedo. Mit Siegen über Christine Dorfinger aus Österreich im Achtelfinale, die Deutsche Uta Kühnen im Viertelfinale und die Britin Chloe Cowen erreichte sie das Finale und gewann dort gegen die Französin Céline Lebrun. Im Jahr darauf verlor sie bei den Europameisterschaften 1999 in Bratislava ihren Auftaktkampf gegen die Russin Swetlana Pantelejewa. Mit zwei Siegen in der Hoffnungsrunde erreichte sie den Kampf um Bronze, den sie gegen die Belgierin Heidi Rakels verlor. Im Juli 1999 gewann sie eine Bronzemedaille bei der Universiade in Palma de Mallorca. Bei den Weltmeisterschaften 1999 in Birmingham belegte sie den siebten Platz, nachdem sie im Viertelfinale gegen die Japanerin Noriko Anno und in der Hoffnungsrunde gegen die Niederländerin Karin Kienhuis verloren hatte. 2000 belegte sie ebenfalls den siebten Platz bei den Europameisterschaften in Breslau. Bei den Olympischen Spielen in Sydney gewann sie ihren ersten Kampf nach 3:46 Minuten gegen die Taiwanerin Hsu Yuan-Lin, danach unterlag sie im Achtelfinale Céline Lebrun nach 59 Sekunden. In der Hoffnungsrunde schied sie nach 17 Sekunden gegen die Südkoreanerin Lee So-yeon aus.
2001 schied Esther San Miguel bei den Europameisterschaften in Paris frühzeitig aus. Bei den Weltmeisterschaften 2001 in München erreichte sie den siebten Platz. Nachdem sie 2002 international nicht angetreten war, siegte sie Anfang 2003 bei den Weltcup-Turnieren in Rotterdam und Minsk. Bei den Weltmeisterschaften 2003 in Osaka bezwang sie im Viertelfinale die Niederländerin Claudia Zwiers und verlor das Halbfinale gegen Noriko Anno. Im Kampf um eine Bronzemedaille besiegte sie Céline Lebrun. 2004 bei den Europameisterschaften in Bukarest besiegte sie im Viertelfinale die Polin Barbara Wójcicka. Nach ihrer Halbfinalniederlage gegen die Deutsche Jenny Karl gewann sie den Kampf um Bronze gegen die Belarussin Sviatlana Tsimashenka. Bei den Olympischen Spielen in Athen schied sie im ersten Kampf gegen die Britin Rachel Wilding aus.
2005 siegte Esther San Miguel im Finale der Mittelmeerspiele in Almeria gegen die Französin Stéphanie Possamai. Bei den Weltmeisterschaften 2005 in Kairo schied sie im Achtelfinale gegen Claudia Zwiers aus. 2006 bei den Europameisterschaften in Tampere besiegte sie im Viertelfinale die Belarussin Sviatlana Tsimashenka und unterlag im Halbfinale Céline Lebrun. Den Kampf um Bronze gewann Esther San Miguel gegen die Britin Michelle Rogers. Im Jahr darauf bei den Europameisterschaften in Belgrad bezwang sie Michelle Rogers im Viertelfinale und verlor das Halbfinale gegen die Russin Wera Moskaljuk. Sie gewann eine Bronzemedaille durch den Sieg über die Polin Katarzyna Wrobel. Bei den Europameisterschaften 2008 in Lissabon unterlag sie im Viertelfinale der Deutschen Heide Wollert. Mit Siegen über die Slowenin Regina Jemejc, Stéphanie Possamai und Sviatlana Tsimashenka gewann Esther San Miguel zum dritten Mal in Folge eine Bronzemedaille. Bei den Olympischen Spielen in Peking musste Esther San Miguel in ihren ersten drei Kämpfen über die volle Zeit. Sie gewann gegen Wera Moskaljuk, die Brasilianerin Edinanci Silva und die Italienerin Lucia Morico. Im Halbfinale unterlag sie der späteren Olympiasiegerin Yang Xiuli nach 4:56 Minuten, den Kampf um Bronze verlor sie gegen Stéphanie Possamai und belegte den fünften Platz. Elf Jahre nach ihrem ersten Europameistertitel gewann Esther San Miguel bei den Europameisterschaften 2009 in Tiflis im Viertelfinale gegen Sviatlana Tsimashenka und im Halbfinale gegen Heide Wollert. Im Finale siegte sie gegen die Ukrainerin Maryna Pryschtschepa. Bei den Weltmeisterschaften 2009 in Rotterdam schlug sie im Viertelfinale die Kubanerin Kaliema Antomarchi. Im Halbfinale unterlag sie Marhinde Verkerk aus den Niederlanden, den Kampf um Bronze verlor sie gegen die Chinesin Yi Sun.